# Alfiero Agostinelli
Alfiero Agostinelli (Cesenatico, 20 novembre 1948) è un ex calciatore italiano, di ruolo difensore.

## Carriera
Durante la sua quasi ventennale carriera ha giocato con le maglie di Cervia, Crotone, Giulianova, Rimini, Fano, Anconitana e Cattolica.
Con il Rimini è sceso in 85 occasioni sui campi della serie cadetta.

## Palmarès

### Club
- Campionato italiano Serie D: 1

Giulianova: 1970-1971 (girone D)
- Campionato italiano Serie C: 1

Rimini: 1975-1976 (girone B)
- Campionato italiano Serie C2: 1

Anconitana: 1981-1982 (girone B)